# Église de Goubellat
L'église de Goubellat, située dans la ville de Goubellat en Tunisie, est une église catholique construite en 1955 pendant le protectorat français. Cédée au gouvernement tunisien en 1964, elle abrite désormais le siège de la municipalité.

## Historique de l'église

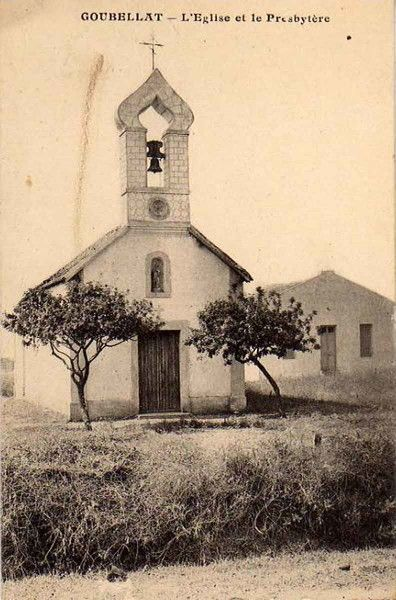
Carte postale représentant la première église dans les années 1920.

L'installation de colons français dans la plaine du Goubellat à partir de 1898 est à l'origine de la création du village du même nom. Jusqu'en 1910, les offices chrétiens ne se tiennent qu'à l'occasion des grandes fêtes religieuses, justifiant alors le déplacement d'un prêtre. Pourtant, une première église est construite en 1910 et la bourgade est érigée en paroisse la même année. L'abbé Taulier vient s'y établir, plus intéressé par une mine voisine dans laquelle il a des intérêts financiers que par ses paroissiens. L'arrêt de l'exploitation l'incite à quitter le village en 1912. Faute de presbytère, il est difficile de lui trouver des successeurs. Faute de mieux, la messe est dite en semaine quand un prêtre vient jusque-là et, le dimanche, les paroissiens se réunissent devant l'église pour prier ensemble. Il faut attendre 1924 pour que la construction d'un presbytère facilite l'installation de l'abbé Rouvereau.
Le village se retrouve au milieu des combats pendant la campagne de Tunisie. Les affrontements entre les armées américaines et anglaises et les forces allemandes en avril 1943 détruisent le presbytère. L'augmentation de la population de Goubellat justifie la décision de bâtir une église plus grande à la fin du conflit. Mais il faut attendre dix ans pour que le projet se concrétise lorsque les démarches répétées de l'abbé Soudin finissent par porter leurs fruits.
Contrairement à d'autres églises bâties à la même époque, la pierre de taille est préférée au béton armé. De style néo-roman, l'édifice construit en 1955 est remarquable par son clocher séparé du bâtiment auquel il est relié par une galerie. Son concepteur s'est inspiré du projet proposé en 1943 par l'architecte Victor Glorieux pour la construction de l'église Saint-Charles de La Marsa. Le curé de Goubellat ne s'y trompe pas lorsqu'il manifeste son enthousiasme lors de la cérémonie d'inauguration : « Ce clocher qui dépasse toutes les autres maisons, ce clocher qui se voit de nombreuses fermes, ce clocher qui domine la croix, est là pour nous faire tourner nos regards vers le ciel et ce coq est peut-être là pour nous rappeler que comme saint Pierre nous avons souvent confiance en nos propres forces et pas suffisamment en la Providence Divine ».

## Indépendance de la Tunisie
L'indépendance du pays provoque le départ de nombreux Européens vers la France et l'Italie mais la région, essentiellement agricole, est moins touchée que les grandes villes par le départ des fonctionnaires. La nationalisation des terres européennes le 12 mai 1964 change tout. Les colons français comme italiens sont expulsés de leur maison et n'ont d'autre choix que de quitter la région. Le modus vivendi signé entre le gouvernement tunisien et le Vatican le 10 juillet 1964 prend acte de cette disparition de la communauté chrétienne du Goubellat. Son église est cédée au gouvernement tunisien avec l'assurance qu'elle ne sera utilisée qu'à des fins d'intérêt public compatibles avec son ancienne destination.
Elle abrite actuellement le siège de la municipalité.

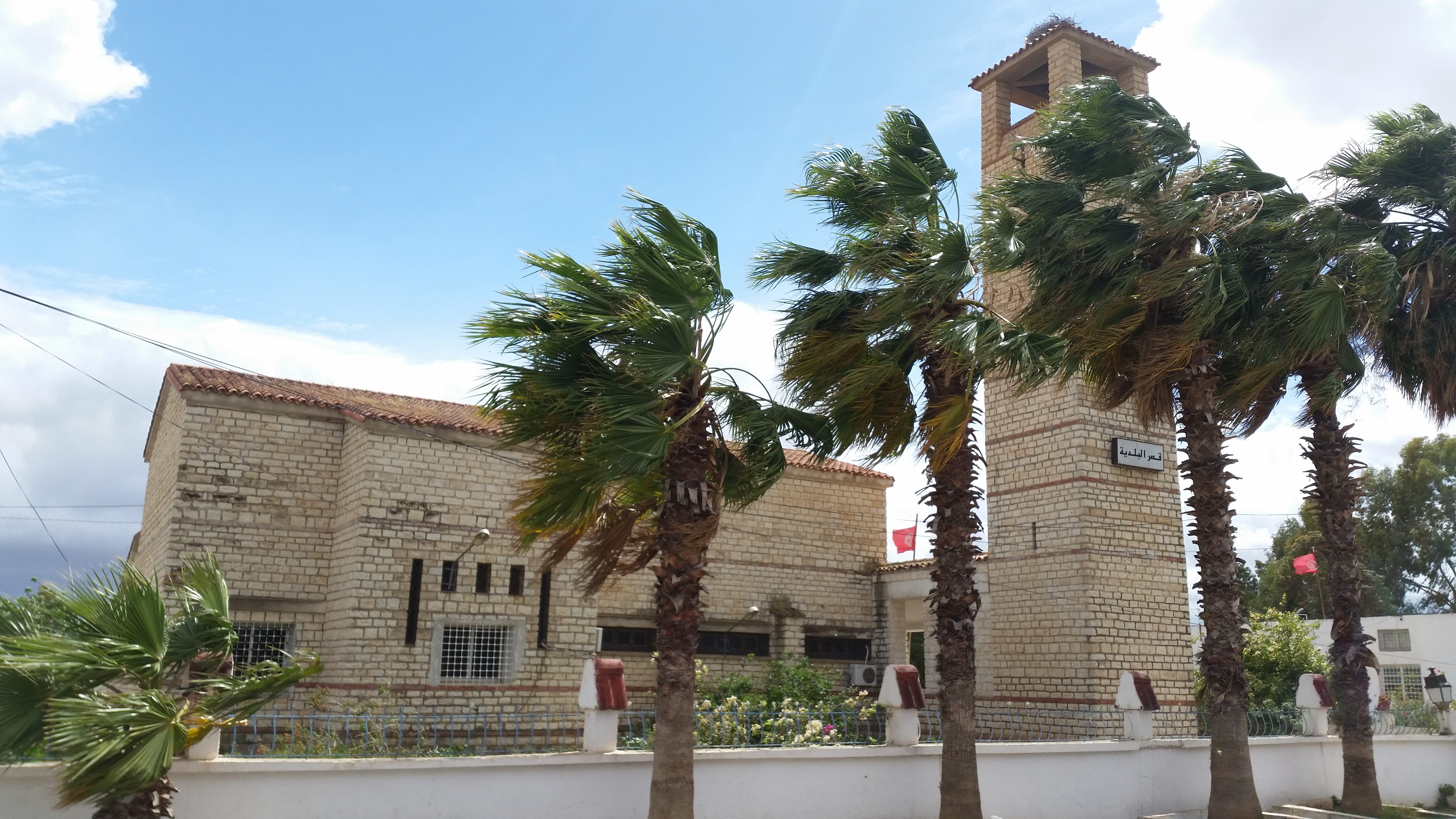
Vue générale côté nord.
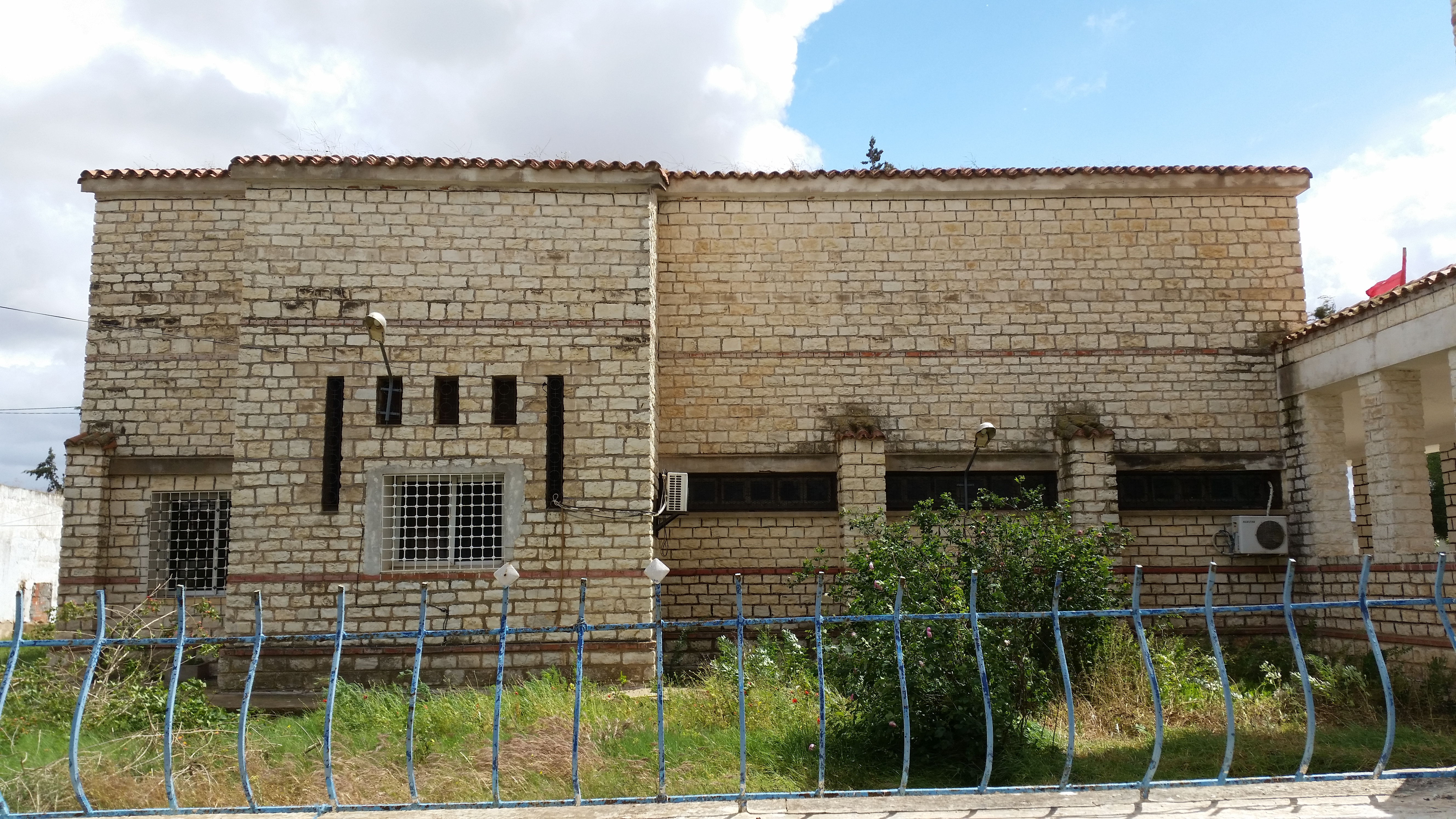
Façade nord.
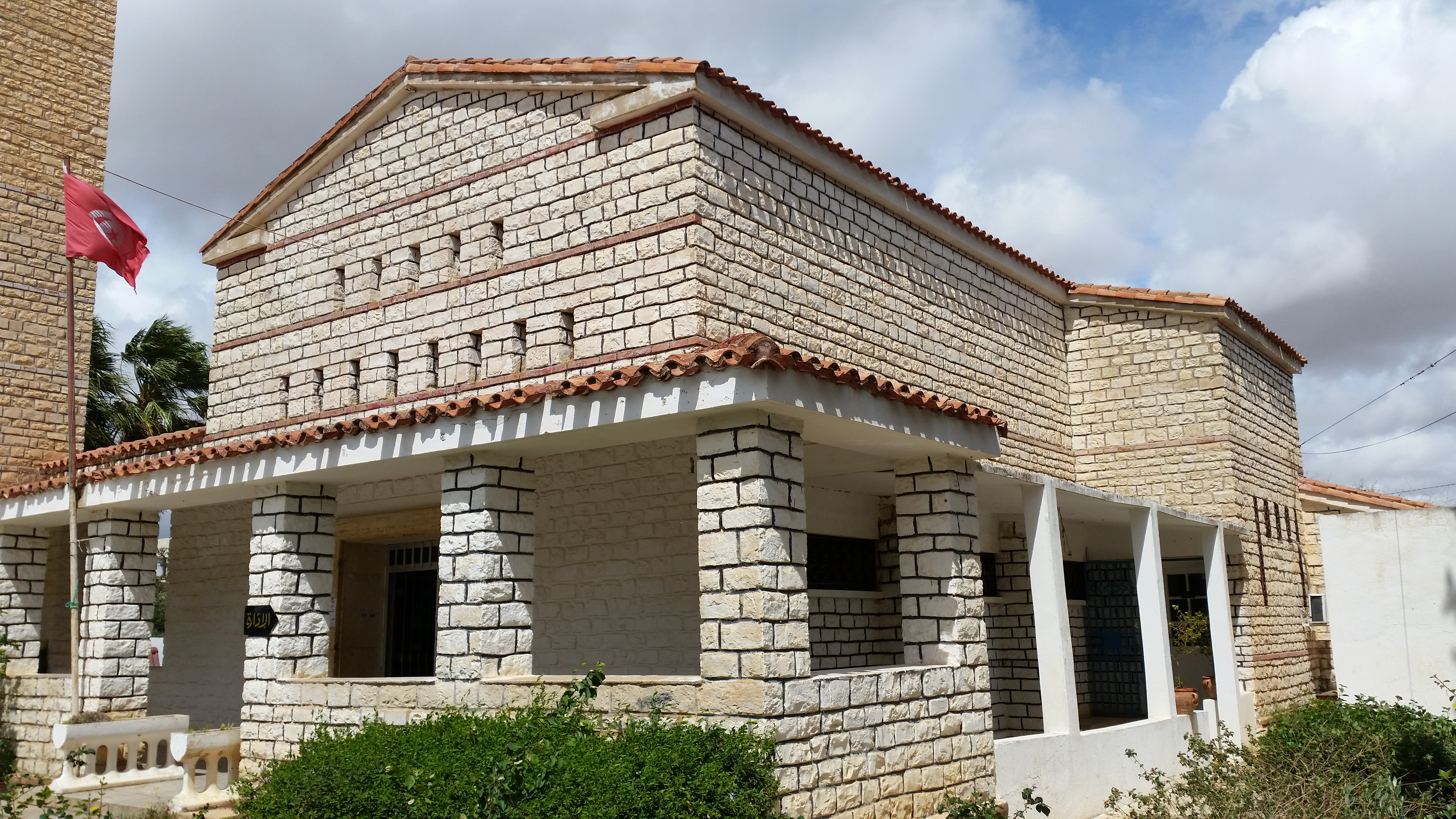
Façade sud.
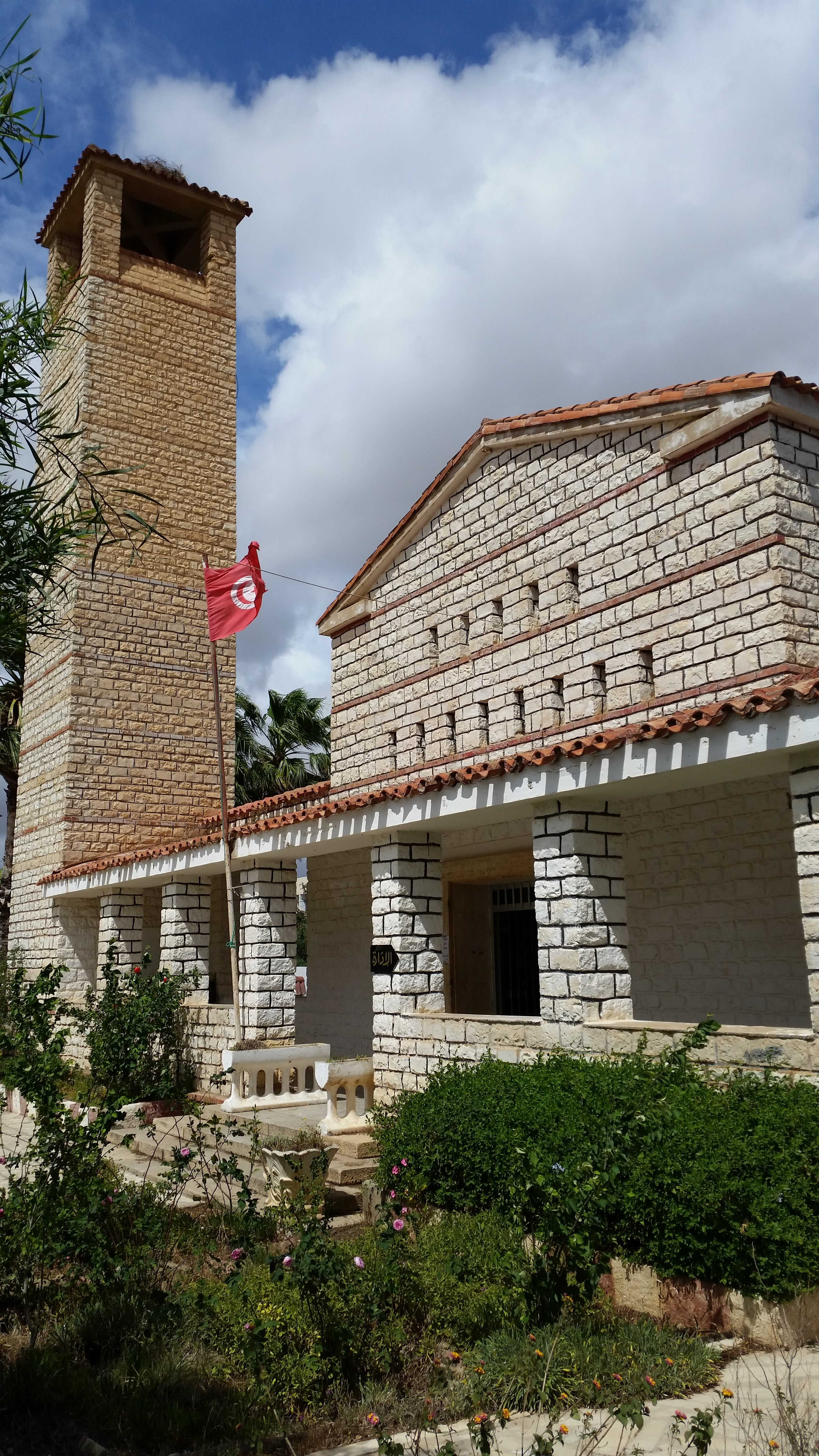
Façade principale.
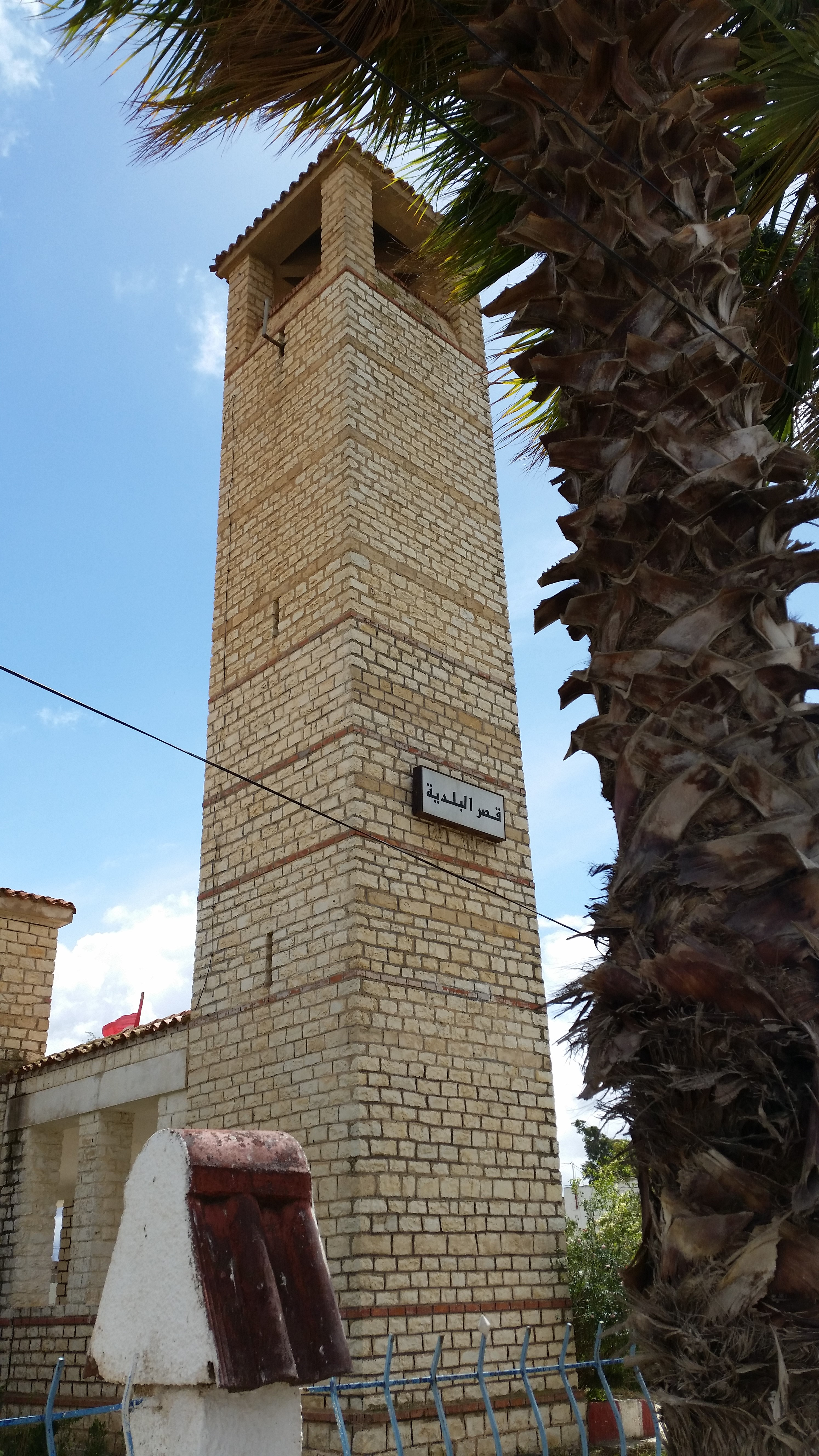
Clocher.
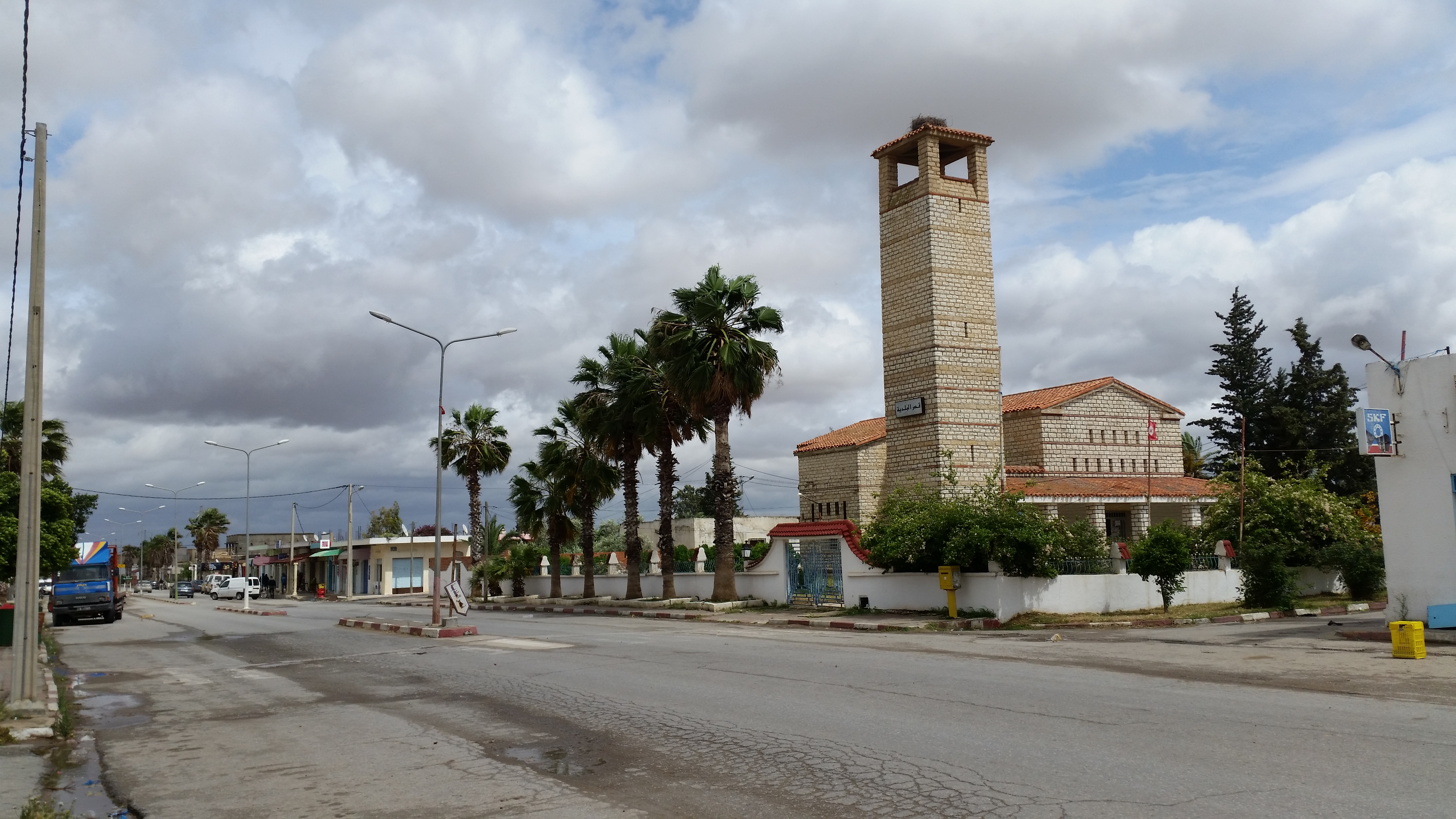
Vue générale.